# Montregard

Montregard este o comună în departamentul Haute-Loire, Franța. În 2009 avea o populație de 609 de locuitori.